# Sárvíz (folyó)
A Sárvíz egy magyarországi folyó a Mezőföld nyugati részén. A Séd északi ágának folytatását képező Nádor-csatorna és a Gaja-patak egyesülésével jön létre Fejér vármegyében, a Sárréten, Sárszentmihály közigazgatási területén, majd Tolna vármegyében Pálfa községtől párhuzamosan halad a Sióval, amibe Sióagárdnál torkollik. Legjelentősebb mellékvize a Cecénél belecsatlakozó, a Séd déli ágának folytatását jelentő Sárvíz-malomcsatorna, melyet a folyószabályozáskor alakítottak ki, és amely a Sárvíz forrásától kezdve párhuzamosan halad a folyóval. 
A folyó medrére egészen a sióagárdi torkolatig szoktak Nádor-csatornaként hivatkozni, ugyanis a szabályozásakor ezt a nevet szánták a megregulázott Sárvíznek is.

## A Sárvíz régen
Az ókorban és a középkorban sokkal nagyobb jelentősége volt, mint ma, ugyanis a hajózható folyók közé tartozott.
Az ókori római Gorsium városának fontos kikötője volt a Sárvíz partján. Gorsium Pannonia provincia egyik legjelentősebb települése volt, a térség katonai, kereskedelmi és gazdasági, a provincia szakrális központja. Logisztikai és stratégiai szerepe megfelelt a mai Székesfehérvárénak, mely néhány kilométerre északra fekszik Gorsiumtól.
Hajdan kiemelkedő jelentőségű vízfolyásnak számított, hiszen a hajózható folyók közé tartozott, ám a 18. század közepétől kezdve, az ország nagy folyói közül elsőként szabályozták, a kanyargós medrét 35 km-rel megrövidítve kiegyenesítették, az árterületét pedig lecsapolták, ezért hadászati és logisztikai jelentőségét elvesztette.  Eredetileg a Dunáig folyt, hiszen a szabályozások előtt nem a Sárvíz torkollott a Sióba, hanem fordítva. A szabályozások során óriási termőterületek szabadultak föl a Mezőföldön, ám megszüntették a Dunántúl középső részének kapcsolatát a Dunával.
A Sárvíz mentén a 18. századig kiterjedt árterületek húzódtak. Az érdemi folyamszabályozási munkák már az 1760-as években megkezdődtek. 1810-től vízszabályozási társulatot hoztak létre, amely Sárvíz Társulat néven az ország első vízszabályozási egyesülete volt. Tolna vármegye déli részén az 1850-es években végeztek a folyószabályozással.

### Nevének eredete
A sár szó a régi magyar nyelvben fehéret jelent (sárarany), a fehér pedig az uralkodó színe volt, a táj neve is arra utal, hogy itt az uralkodó Árpád fejedelem törzse telepedett meg. Azonban az ómagyar helynevek elemzése nem valószínűsíti a sár színnév jellegét, inkább egyszerűen „sáros folyóvíz, mocsár” jelentésű lehet a folyó neve.

## A Sárvíz ma
Ma már a jelentéktelenebb folyók közé tartozik, hiszen a folyószabályozással megszűnt a hajózhatósága, de Fejér vármegye nyugati részén így is a legfontosabb vízfolyás.